# Lappsäckspindel
Lappsäckspindel (Clubiona kulczynskii) är en spindelart som beskrevs av Roger de Lessert 1905. Lappsäckspindel ingår i släktet Clubiona och familjen säckspindlar. Arten är reproducerande i Sverige. Inga underarter finns listade i Catalogue of Life.